# Сан-Хусто (Самора)
Сан-Хусто (ісп. San Justo) — муніципалітет в Іспанії, у складі автономної спільноти Кастилія-і-Леон, у провінції Самора. Населення — 295 осіб (2010).
Муніципалітет розташований на відстані близько 310 км на північний захід від Мадрида, 100 км на північний захід від Самори.
На території муніципалітету розташовані такі населені пункти: (дані про населення за 2010 рік)
- Барріо-де-Рабано: 8 осіб
- Косо: 30 осіб
- Рабано-де-Санабрія: 63 особи
- Росас: 48 осіб
- Сан-Сіпріан: 82 особи
- Сан-Хусто: 64 особи

## Демографія
Динаміка населення (INE ):